# Rhinogobius albimaculatus
Rhinogobius albimaculatus är en fiskart som beskrevs av Chen, Kottelat och Miller, 1999. Rhinogobius albimaculatus ingår i släktet Rhinogobius och familjen smörbultsfiskar. IUCN kategoriserar arten globalt som sårbar. Inga underarter finns listade i Catalogue of Life.